# Hanušovice zastávka
Hanušovice zastávka – przystanek kolejowy w Hanušovicach, w kraju ołomunieckim, w Czechach Znajduje się na wysokości 420 m n.p.m.
Na przystanku nie ma możliwości zakupu biletów, a obsługa podróżnych odbywa się w pociągu. 

## Linie kolejowe
- 294 Hanušovice - Staré Město pod Sněžníkem